# Barragem de Touvedo

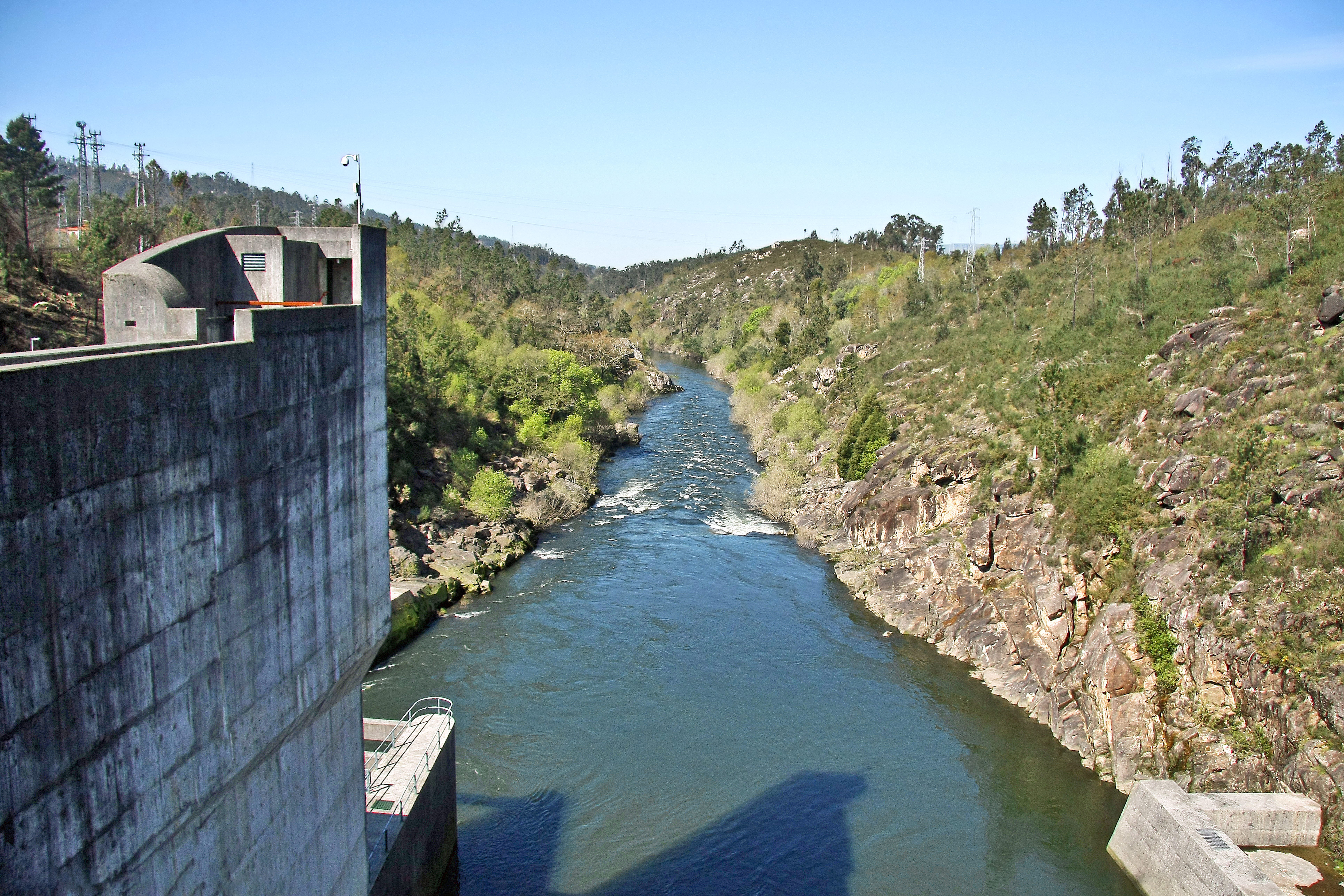

A barragem de Touvedo é uma barragem portuguesa que se situa no rio Lima. Fica a cerca de 20 quilómetros a jusante de Lindoso. A sua principal função é a produção de energia eléctrica e também o controlo do caudal do rio que é aumentado pelo trabalho das turbinas da Barragem do Alto-Lindoso.
A sua albufeira tem uma capacidade de 15,5 hm3 com uma área de 172 hectares.
Possui uma capacidade de descarga máxima de 3.250 m³/s (descarga de fundo 50 m³/s, descarga de cheias 3.200 m³/s). O comprimento do coroamento é cerca de 133,5 m, a altura acima da fundação é 42,5 m e o volume de betão é 74.620 m³.
A central hidroeléctrica é composta por um grupo Kaplan do tipo eixo vertical, com uma potência total instalada de 22 MW, capazes de produzir em ano médio cerca de 66,8 GWh.